# Musselsprickling
Musselsprickling (Lophium mytilinum) är en svampart som först beskrevs av Christiaan Hendrik Persoon, och fick sitt nu gällande namn av Elias Fries 1818. Musselsprickling ingår i släktet Lophium och familjen Mytilinidiaceae.  Arten är reproducerande i Sverige. Inga underarter finns listade i Catalogue of Life.